# 有芒筱竹
有芒筱竹（学名：[Thamnocalamus aristatus] 错误：{{Lang}}：文本有斜体标记（帮助））为禾本科筱竹属下的一个种。

## 扩展阅读
- 維基物種上的相關：有芒筱竹